# Oswald Pilloud
 (septembre 2022).
Ignace Nazaire Oswald Pilloud, né le 27 juillet 1873 à Châtel-Saint-Denis et mort le 6 juillet 1946 à Fribourg, est un artiste peintre, et dessinateur fribourgeois.

## Biographie
Né à Châtel-Saint-Denis en 1873, Oswald Pilloud suit les cours de Ferdinand Hodler à Fribourg de 1896 à 1899 où il côtoie Raymond Buchs, Hiram Brülhart ou encore Jean-Edouard de Castella. Encouragé par Hodler à poursuivre sa carrière de peintre, il se rend à Paris où il fréquente l'Académie de la Grande Chaumière, ainsi que l'Académie Colarossi, et reçoit l'influence des peintres nabis. 
Il revient toutefois en Suisse et, dès 1905, il enseigne le dessin au Technicum de Fribourg et il compte notamment Armand Niquille parmi ses élèves. Deux ans plus tard il devient également membre de la section fribourgeoise de la SPSAS qu'il présidera dans les années 1930. Si, à ses débuts, Pilloud exerce une touche vigoureuse, rappelant de manière évidente la marque de Hodler,  il attache de plus en plus d'importance à la couleur et adoucit son style après 1920. Il fait du paysage son thème de prédilection, mais on lui doit également bon nombre de natures mortes et un certain nombre de portraits.

## Sélection d'œuvres

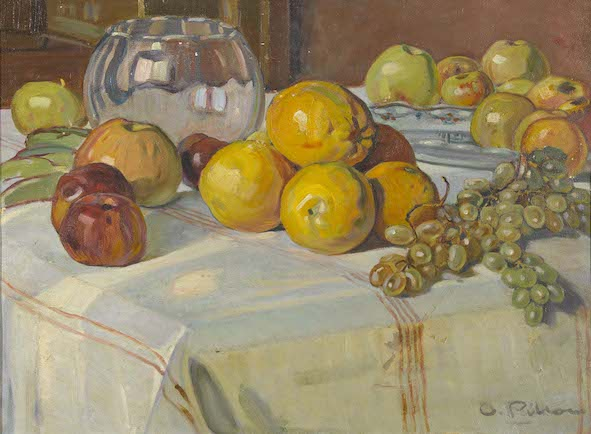
Oswald Pilloud Stillleben

- Vue générale de Fribourg, 1916. Buffet de la gare de Lausanne
- Alpes fribourgeoises, vers 1917. Musée gruérien, Bulle
- Vallée de la Veveyse à Châtel-St-Denis, s.d.. Musée d’Art et d’Histoire, Fribourg
- Marché à Fribourg, s.d.. Collection Banque Cantonale de Fribourg